# Bloomberg Television

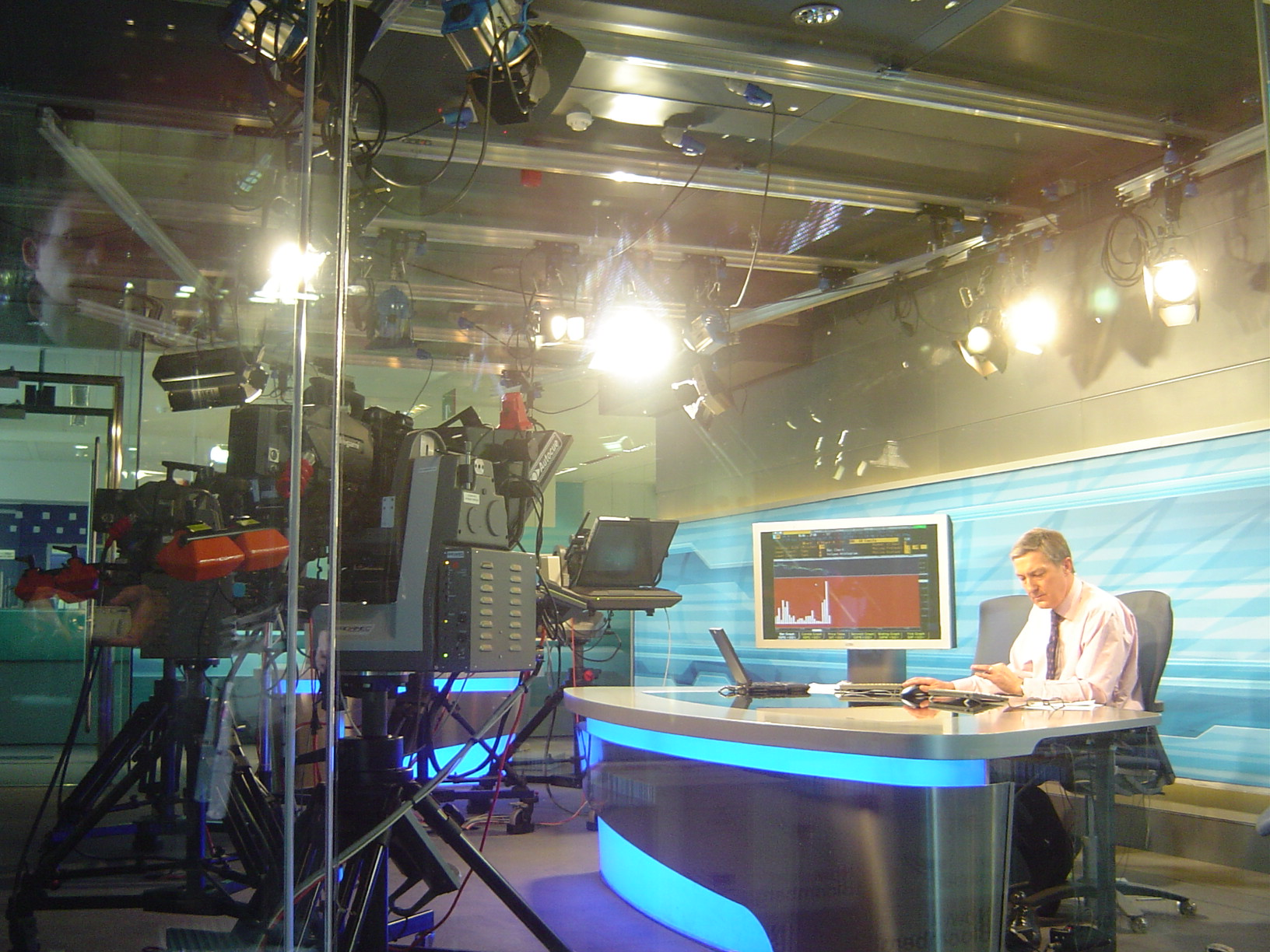
Gli studi televisivi di Londra di Bloomberg Television

Bloomberg Television è una rete di canali satellitari e via cavo che trasmette in tutto il mondo, 24 ore al giorno, notizie di economia e finanza.
Bloomberg Television è edito da Bloomberg, ha la sede a New York e raggiunge 310 milioni di case in tutto il mondo. È stata una delle prime reti di notizie finanziarie a fornire gratuitamente trasmissioni su internet in video streaming.
La rete è ampiamente conosciuta per il suo formato datascreen, viene fatto ampio uso dello schermo della televisione con tickers e box per le notizie e i dati economico-finanziari.

## Canali internazionali in onda
A oggi esistono solo 3 versioni di Bloomberg Television in onda nel mondo: la versione U.S. (per il mercato statunitense), la versione Europe (per il mercato europeo) e la versione Asia (per il mercato asiatico).

### Canali internazionali precedentemente in onda
Elenco dei canali di Bloomberg Television. Alcuni di questi ritrasmettevano in altri stati.
- America
  - Stati Uniti d'America
  - Brasile
- Europa
  - Francia
  - Germania
  - Italia
  - Spagna
  - Regno Unito
- Asia e Pacifico 
  - Asia
  - Giappone

## Chiusura della programmazione in italiano
Dal 9 marzo 2009 Bloomberg ha interrotto la propria programmazione in italiano (così come in altre lingue diverse dall'inglese) e su Sky Italia ora è sintonizzabile solo la programmazione internazionale in inglese (canale 519 dello Sky Box), comunque ricevibile in chiaro su Hotbird. Il canale in italiano era visibile su Sky Italia, con il pacchetto Mondo al canale 504, su internet e su Infostrada TV.
Il 1 ottobre arriverà anche sul DTT lcn 167 al posto di VH1 con una cronaca di Melania Rea il nuovo direttore sarà Marina Dalcerri

### Programmi in Italia
Alcuni dei programmi che erano disponibili in italiano prima del 9 marzo 2009:
- Bloomberg a colazione (8:00-9:00)
- Tra America e Europa (14:30-15:10),  condotto da Riccardo Amati
- Azione (15:10-16:10), condotto da Luciano Giovannetti
- After hours (18:30-20:30)
- Tendenze (20:30-08:00)